# Kerlingen
Pour l’article homonyme, voir Kerling-lès-Sierck.
Kerlingen est un quartier de la commune de Vaudrevange dans la Sarre.

## Géographie
Village situé entre Leiding au sud et Vaudrevange au nord.

## Histoire
Ancienne commune de Moselle sous le nom de Kerling-lès-Sarrelouis, cette localité avait 95 habitants répartis dans 26 maisons en 1802. 
Village cédé par la France à la Prusse en 1815. Et enfin rattaché à la commune de Vaudrevange dans les années 1970.

## Lieux et monuments

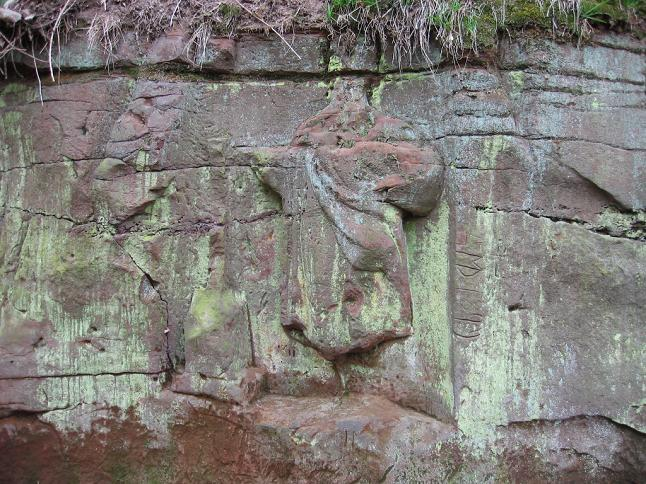
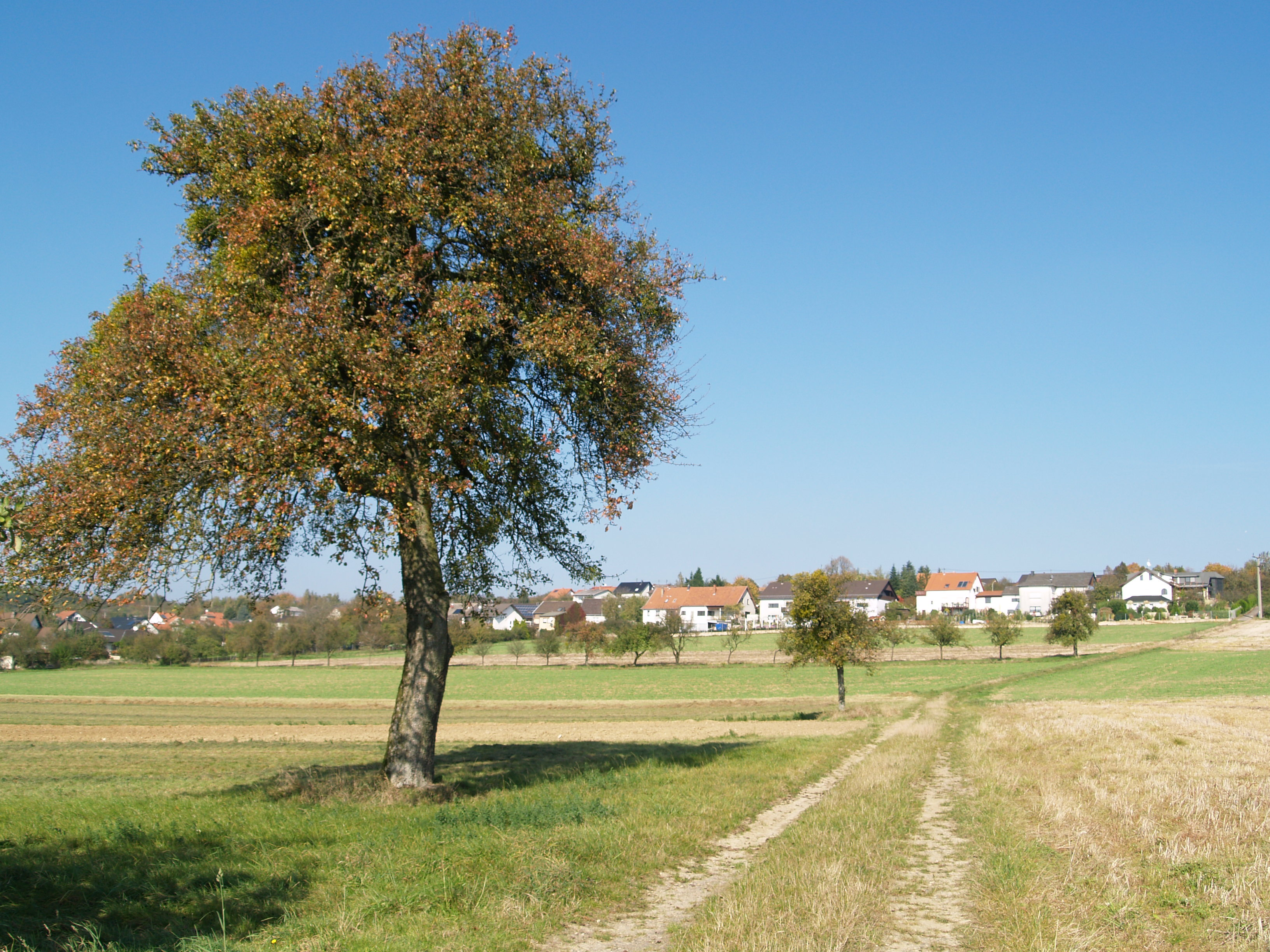
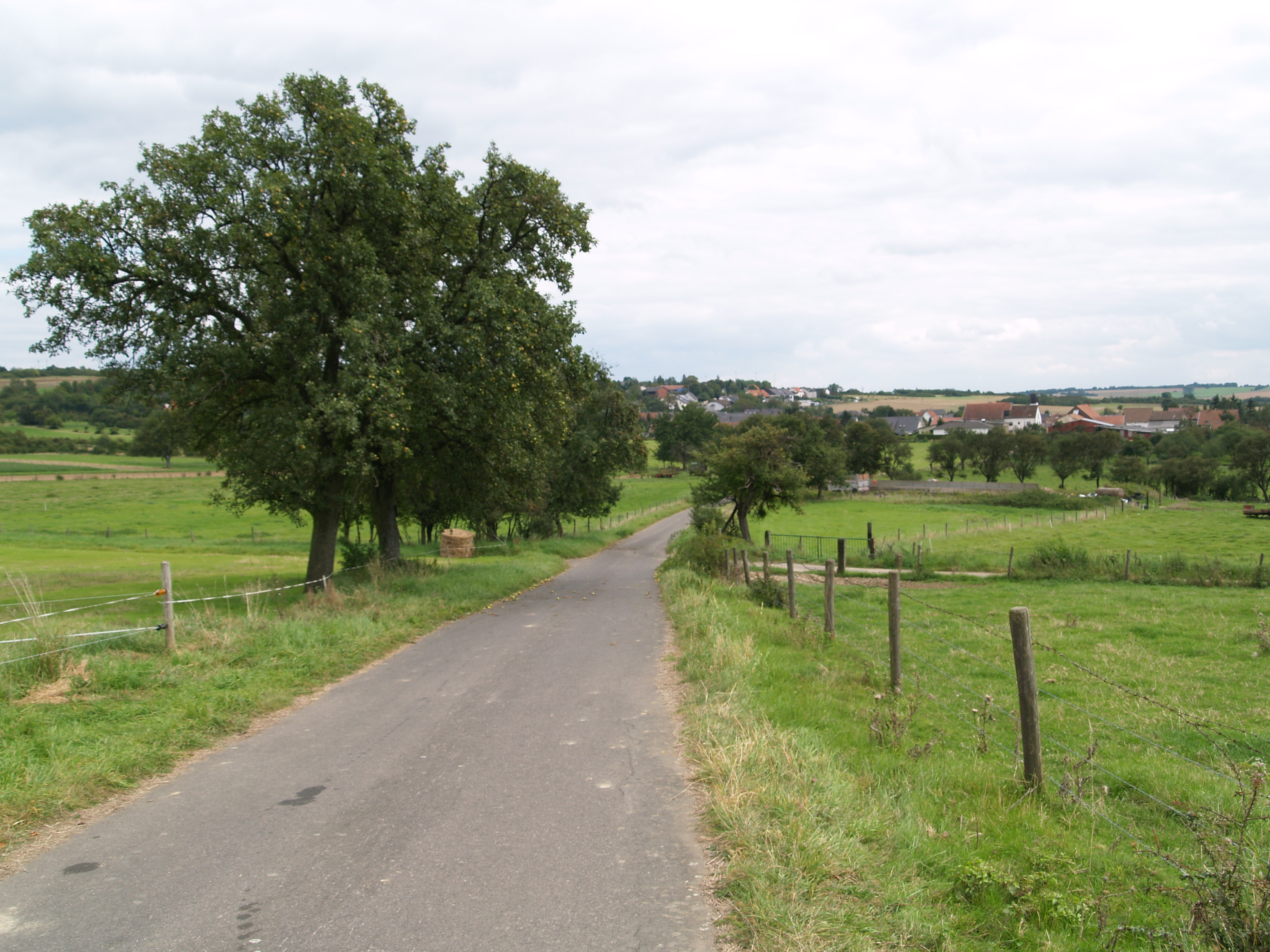